# Club Voleibol Almería
El Club Voleibol Almería, més conegut com Unicaja Almería o Unicaja Costa de Almería per motius de patrocini, es un club de voleibol de la ciutat d'Almeria. És considerat com el club de voleibol masculí més reeixit de l'Estat espanyol amb trenta títols, destacant dotze Superlligues espanyoles, onze Copes del Rei i set Supercopes d'Espanya.
Fou fundat el 1986 per un grup d'estudiants amb el nom de Club Voleibol Estudiantes, essent Moisés Ruiz un dels seus primers entrenadors. El club aconseguí l'ascens a la Primera categoria nacional la temporada 1989-90 i durant la segona meitat de la dècada del 1990 guanyà els seus primers títols: tres Superlligues, quatre Copes del Rei i una Supercopa, així com un subcampionat d'Europa la temporada 1997-98. A partir de l'any 2000 es consolida com l'equip dominador del voleibol estatal guanyant sis Superlligues de forma consecutiva entre 2000 i 2005, i participant a la Champions League de voleibol. Entre d'altres, han destacat els jugadors Manolo Berenguel, Rafa Pascual, Carlos Carreño, Juanjo Salvador, Cosme Prenafeta, la majoria internacionals amb la selecció espanyola. Disputa els seus partits al Pavelló Moisés Ruiz d'Almeria, que té una capacitat per 1.500 espectadors.

## Palmarès
- 12 Superlligues espanyoles de voleibol masculina
  - 1996-97, 1997-98, 1999-00, 2000-01, 2001-02, 2002-03, 2003-04, 2004-05, 2012-13, 2014-15, 2015-16, 2021-22
- 11 Copes espanyoles de voleibol masculina
  - 1995, 1998, 1999, 2000, 2002, 2007, 2009, 2010, 2014, 2016., 2019
- 7 Supercopes espanyoles de voleibol masculina
  - 1995, 2002, 2003, 2006, 2010, 2011, 2015
- 12 Copes d'Andalusia de voleibol
  - 2006-07, 2011-12, 2012-13, 2013-14, 2014-15, 2015-16